# Vlag van Anguilla
De vlag van Anguilla is een blauw Brits vaandel, met in het kanton de Britse vlag en aan de rechterkant het  wapen van het eiland. Dit wapen toont drie dolfijnen, die vriendschap, wijsheid en kracht symboliseren. De vlag werd aangenomen op 29 november 1990.
De gouverneur van Anguilla gebruikt de Britse vlag met in het midden het wapen van Anguilla.

## Historische vlaggen
De huidige vlag is de derde sinds het eiland de banden met (het destijds Britse) Saint Kitts en Nevis verbrak. Op 12 juli 1967 verklaarde Anguilla zich onafhankelijk van Saint Kitts en Nevis (zonder echter het Britse rijk te verlaten) en op de 23ste juli werd de eerste vlag aangenomen (zie hieronder). Deze vlag was niet populair en werd op 29 september 1967 vervangen door de Dolphin Flag: een witte vlag met drie dolfijnen boven de oceaan. Nadat in 1969 de onafhankelijkheid werd uitgeroepen, grepen Britse troepen in. De vlag van 29 september 1967 bleef echter in gebruik tot 30 mei 1980, toen de Britten ermee akkoord gingen dat Anguilla een apart territorium ging vormen. De volgende tien jaar zou Anguilla de Britse vlag gebruiken, om pas in 1990 de huidige vlag aan te nemen.
| Vexillologisch symbool voor een buiten gebruik gestelde vlag | Vexillologisch symbool voor een buiten gebruik gestelde vlag |